# Arruazu
Arruazu est une ville et une municipalité dans la province de la Navarre (Espagne), dans la comarque de Sakana et dans la mérindade de Pampelune.
Elle est située dans la zone bascophone de la province où la langue basque est coofficielle avec l'espagnol. Le secrétaire de mairie est aussi celui de Uharte-Arakil et Irañeta.

## Toponyme
Mikel Belasko dans son livre considère que le toponyme Arruazu vient du mot basque arru(g)a et du suffixe abondantiel zu. Le mot arruga dérive du latin rua qui signifie place ou marché. Arruazu signifierait pourtant lieu de marchés.

## Division linguistique
En 2011, 62.3% de la population d'Arruazu ayant 16 ans et plus avait le basque comme langue maternelle. La population totale située dans la zone bascophone en 2018, comprenant 64 municipalités dont Arruazu, était bilingue à 60.8%, à cela s'ajoute 10.7% de bilingues réceptifs.

### Droit
En accord avec Loi forale 18/1986 du 15 décembre sur le basque, la Navarre est linguistiquement divisée en trois zones. Cette municipalité fait partie de la zone bascophone où l'utilisation du basque y est majoritaire. Le basque et le castillan sont utilisés dans l'Administration publique, les médias, les manifestations culturelles et en éducation cependant l'usage courant du basque y est présent et encouragé le plus souvent.

### Sources
- (es) Cet article est partiellement ou en totalité issu de l’article de Wikipédia en espagnol intitulé « Arruazu » (voir la liste des auteurs).